# Station Château-Thierry
Station Château-Thierry is een spoorwegstation aan de spoorlijn Noisy-le-Sec - Strasbourg-Ville. Het ligt in de Franse gemeente Château-Thierry in het Franse departement Aisne (Hauts-de-France).

## Geschiedenis
Het station werd op 26 augustus 1849 geopend door de compagnie des chemins de fer de l'Est bij de opening van de sectie Meaux - Épernay. Tussen 21 november 1885 en 5 mei 1938 was het station het beginpunt van de spoorlijn Château-Thierry - Oulchy-Breny welke daarna gesloten werd. Sinds zijn oprichting is het eigendom van de Société nationale des chemins de fer français (SNCF).

## Ligging
Het station ligt op kilometerpunt 94,488 van de spoorlijn Noisy-le-Sec - Strasbourg-Ville.

## Diensten
Het station is het eindstation voor treinen van Transilien P, vanaf Parijs. Ook doen treinen van TER Picardie en TER Champagne-Ardenne het station aan, welke rijden tussen Parijs en Reims, Châlons-en-Champagne, Saint-Dizier en Bar-le-Duc welke geëxploiteerd worden als TER Vallée de la Marne.

## Vorig en volgend station
| Richting  | Vorig station   | Lijn    | Volgend station | Richting |
| --------- | --------------- | ------- | --------------- | -------- |
| Paris-Est | Chézy-sur-Marne | Trans P | Eindpunt        | Eindpunt |